# Municipio di Wetter
Il municipio di Wetter (in tedesco Rathaus Wetter) è un edificio civile della città di Wetter, nella Renania Settentrionale-Vestfalia. È stato edificato su una collina a circa 33 metri sopra il lago Harkort, nel distretto di Alt-Wetter, a nord della Ruhr. Si trova tra i centri storici di Freiheit Wetter e Dorf Wetter, sulla Kaiserstraße 170, un ex tratto della B 234.
Costruito all'inizio del XX secolo, il municipio è tuttora sede del sindaco e di parte dell'amministrazione comunale. È stato inserito nell'elenco dei monumenti di Wetter nel 1984. È anche un sito dell'Itinerario del patrimonio industriale (in tedesco Route der Industriekultur).

## Storia
Il terreno per la costruzione del municipio fu acquistato nel 1906 per 56.000 marchi. Gustav Vorsteher, imprenditore locale e assessore al commercio, finanziò l'edificio come mecenate e lo fece progettare e costruire a partire dal 1907 da suo nipote, l'architetto del governo berlinese Gustav Werner. Il municipio fu inaugurato il 20 dicembre 1909 in occasione della concessione dei diritti di città da parte del Kaiser Guglielmo II.
L'edificio, in stile rinascimentale tedesco, ha una torre alta 43 metri ed è stato costruito interamente in pietra arenaria della Ruhr, proveniente principalmente dalla cava Külpmann di Albringhausen. Sopra il portale si trova un balcone con una scala di nove gradini. Il tetto ripido e la guglia sono rivestiti di ardesia. Sia la sala del consiglio che l'ingresso sono stati progettati secondo l'architettura classica dei municipi tedeschi. 

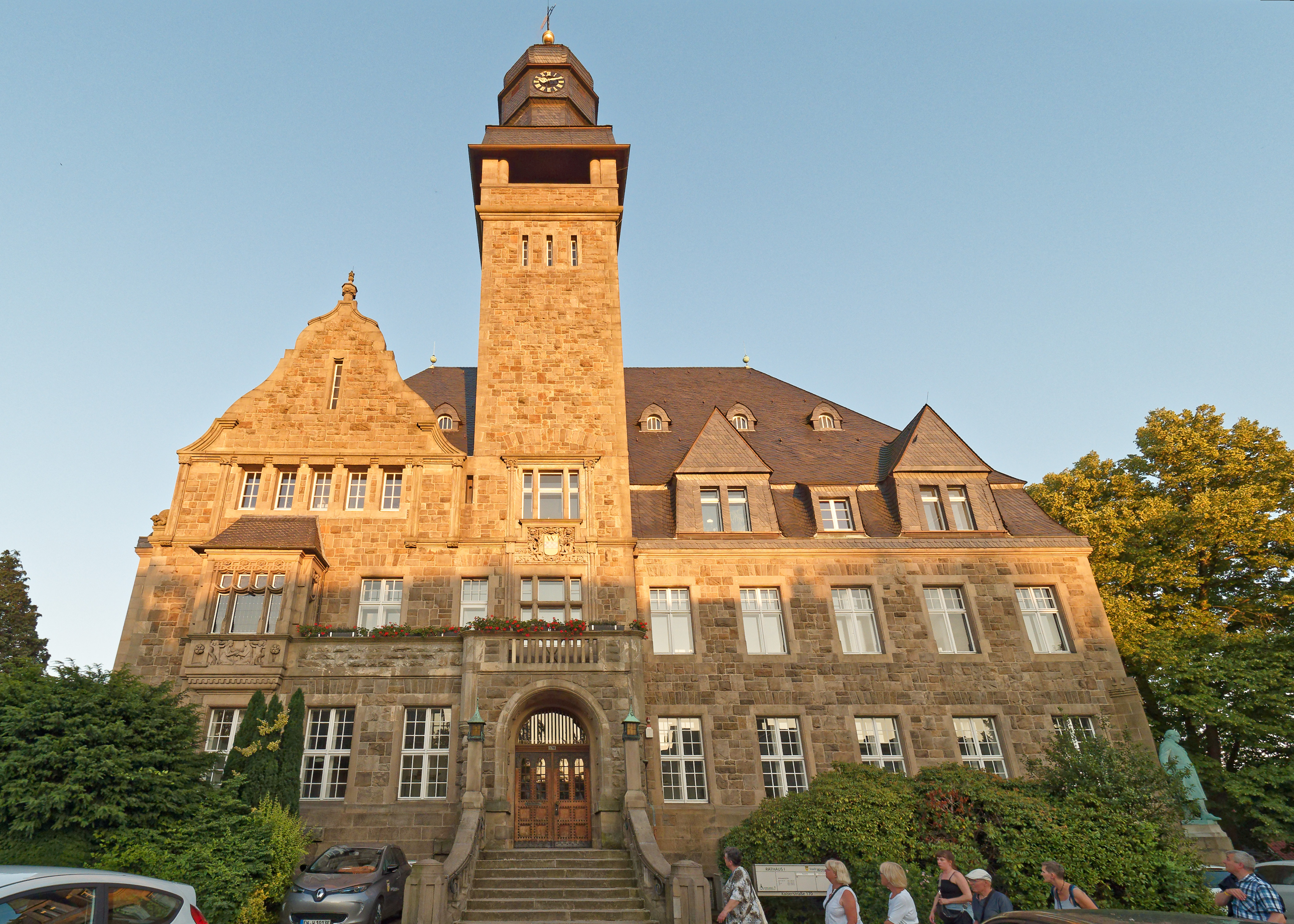
Facciata
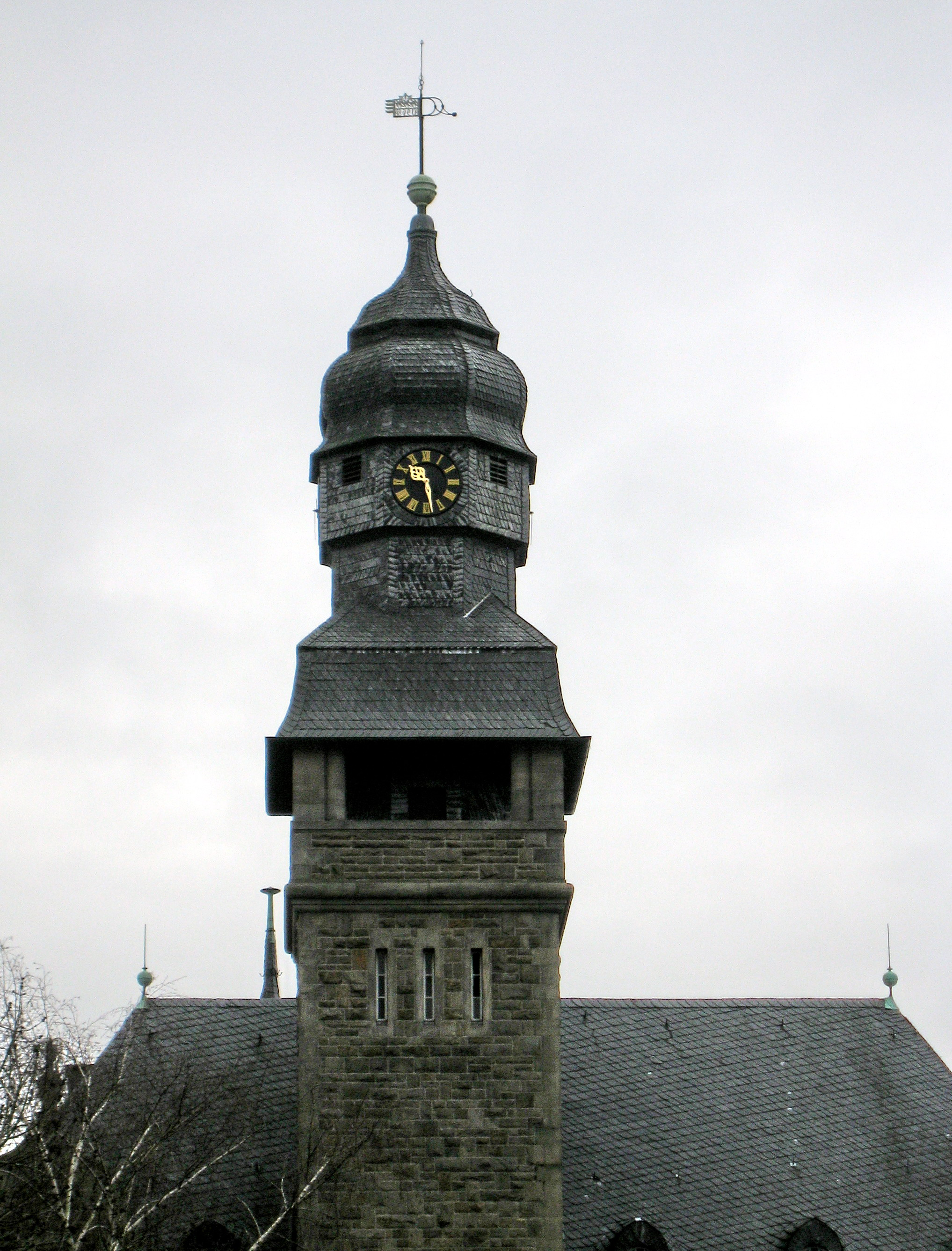
Tetto in ardesia e torre del municipio con orologio
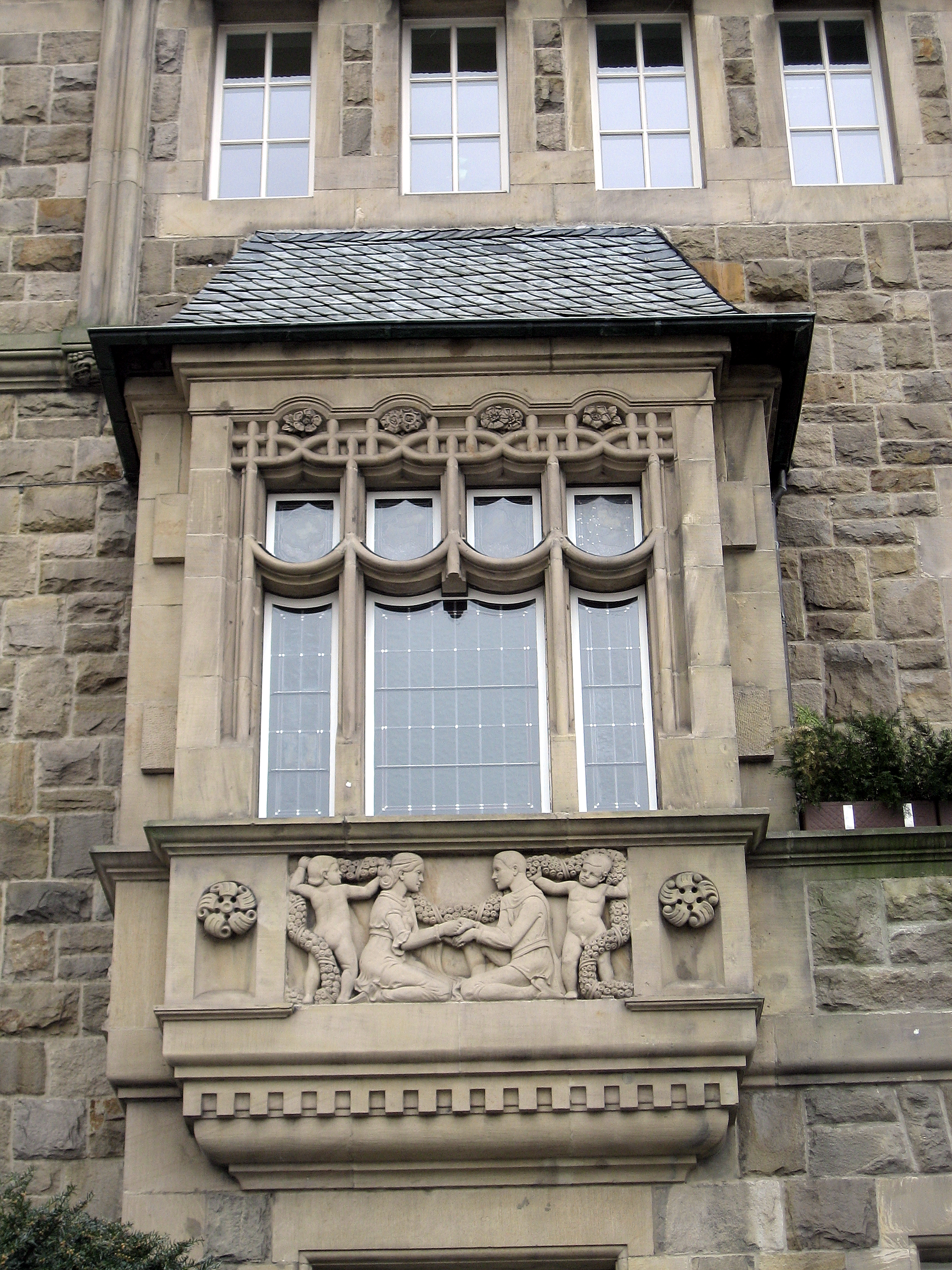
Belvedere ornato con rilievo nuziale di Friedrich Bagdons
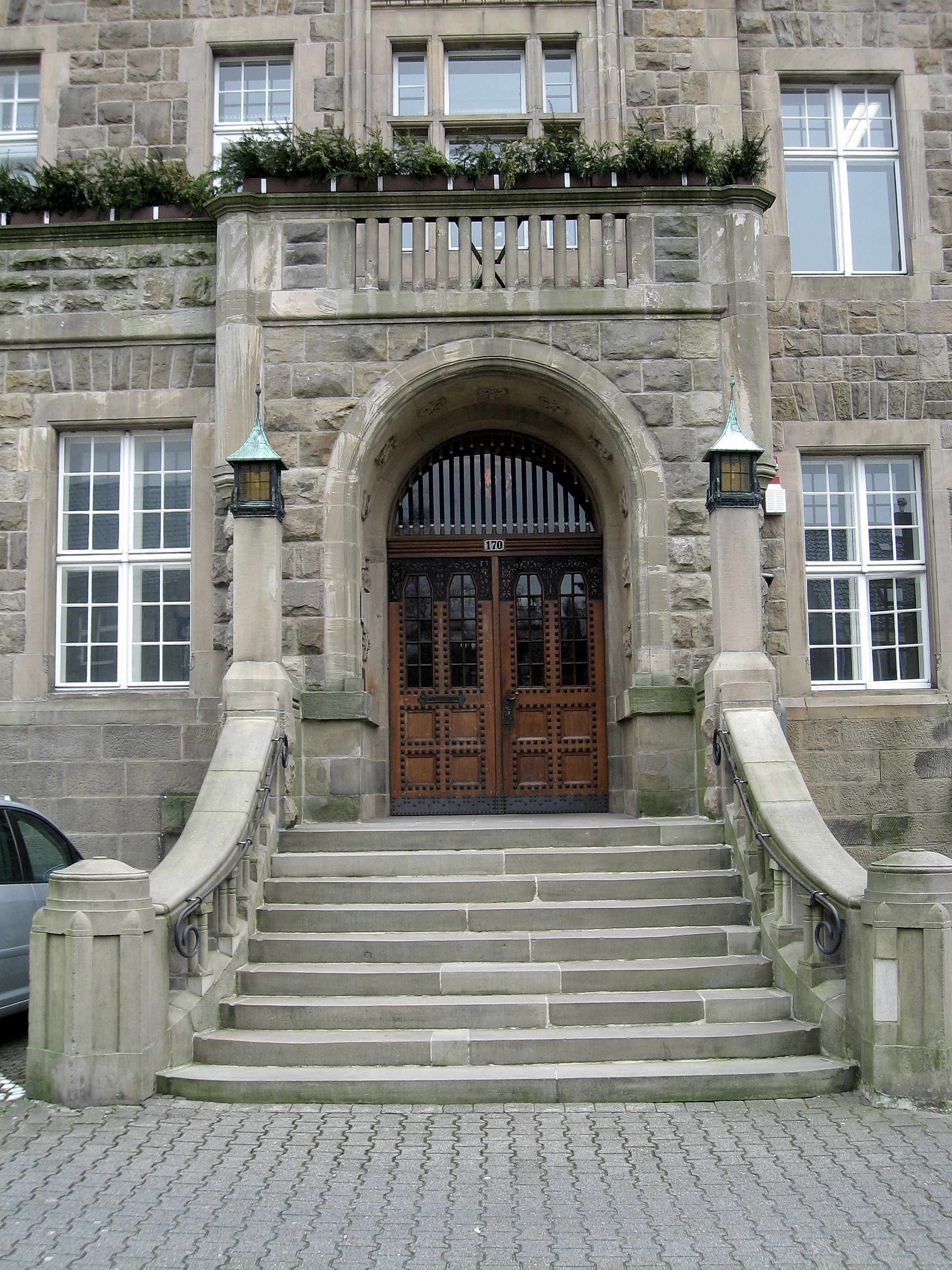
Portale del municipio con scala aperta e balcone
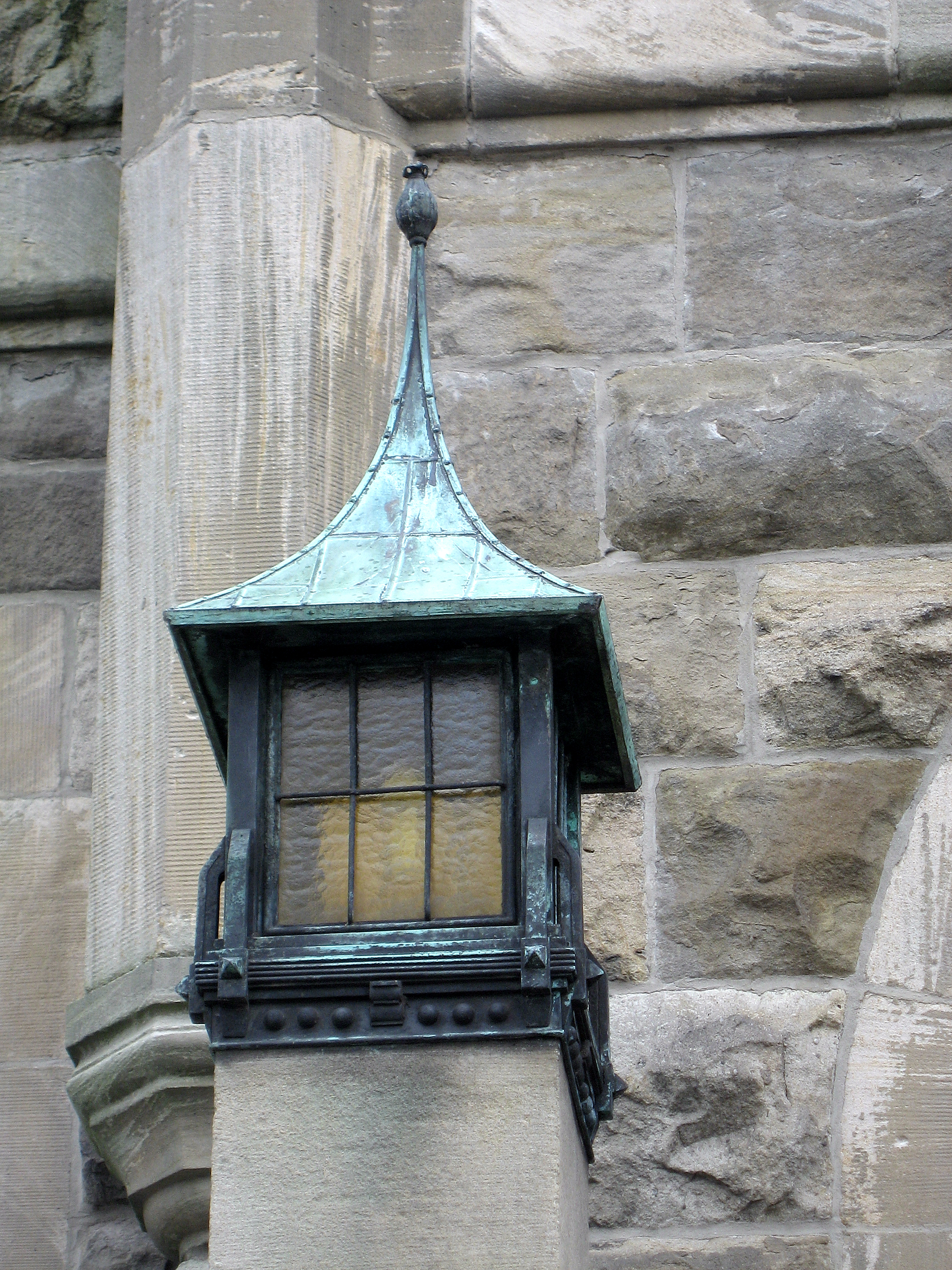
Chandelier sul portale

## Statua del Barone vom Stein

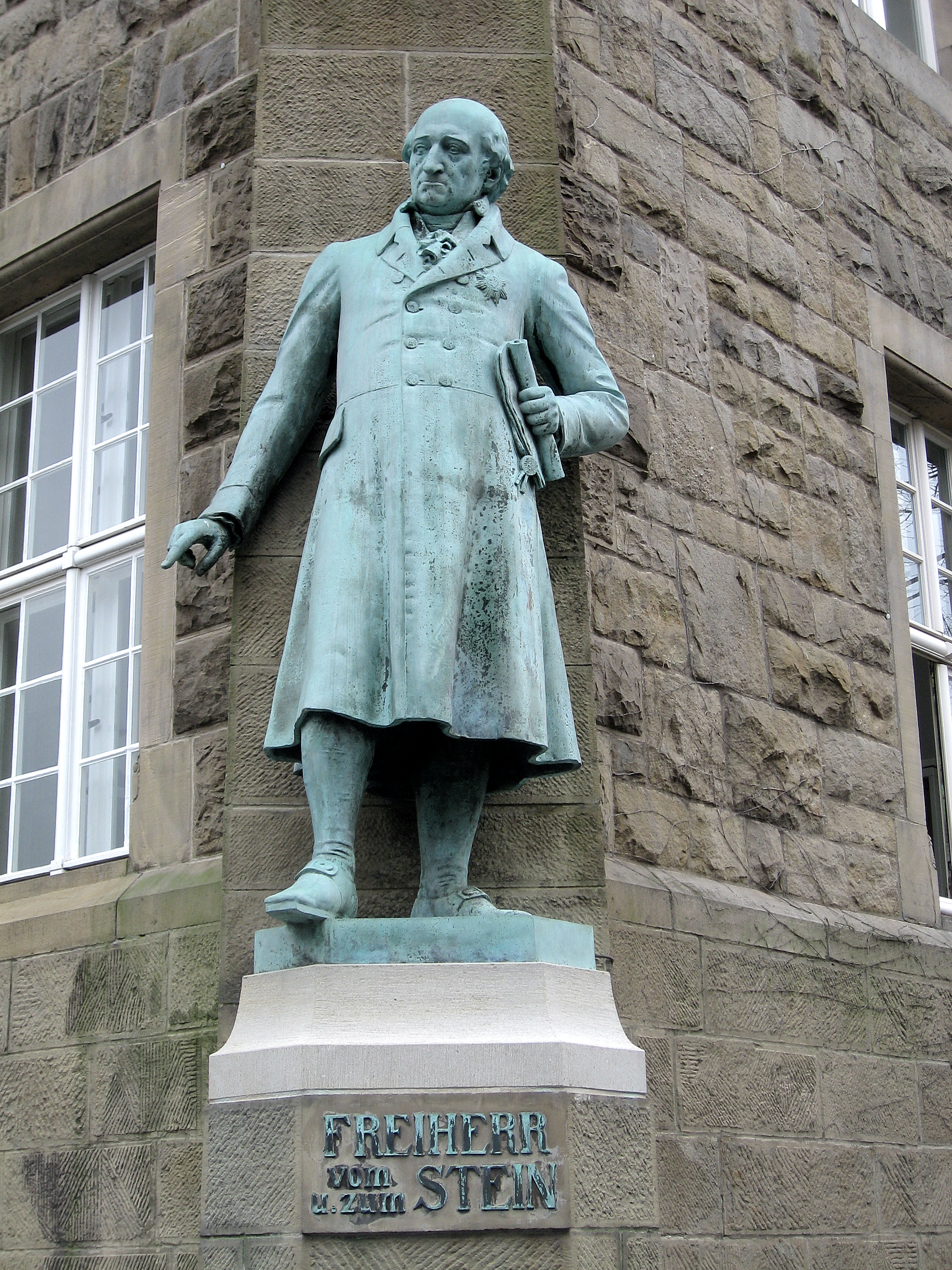
Statua del Barone vom Stein

Nell'angolo destro della facciata anteriore, ovvero nell'angolo sud-ovest dell'edificio, si trova la statua in bronzo di Heinrich Friedrich Karl vom und zum Stein, scolpita nel 1909 dallo scultore Richard Grüttner, prodotta dalla fonderia berlinese Martin & Piltzing e commissionata anche da Gustav Vorsteher. La statua attuale è alta 2,50 metri e poggia su un basamento in arenaria e commemora l'attività di Stein come Oberbergrat a Wetter tra il 1784 e il 1792.